# Клара Коукалова
Клара Коукалова (на чешки: Klára Zakopalová, Klára Koukalová) е професионална тенисистка от Чехия. От 2006 до 2014 г. носи фамилията на мъжа си Закопалова.
Първите си крачки в професионалния тенис Клара Коукалова прави през 1999 г. През същата година тя печели своето първо отличие срещу американската тенисистка Джанет Бергман на турнира в холандския град Алкмаар. Общо в професионалната си кариера Клара Коукалова е играла девет финални мача, от които е спечелила два. Първия си спечелен финал от календара на Женската тенис асоциация WTA Клара Коукалова печели на турнира „Ордина Къп“ в Хертогенбош през 2005 г. Тогава тя надделява на финала над сънародничката си Луцие Шафаржова с резултат 3:6, 6:2, 6:2. Втората си титла чешката тенисистка извоюва отново през 2005 г., когато във финалната фаза на турнира „Банка Копер Словения Оупън“ побеждава представителката на домакините Катарина Среботник с 6:2, 4:6, 6:3.
В кариерата си чешката състезателка има и три загубени финала на двойки, като последния датира от есента на 2009 г., когато във финалния мач на турнира за „Купата на Кремъл“, Клара Коукалова и руската ѝ партньорка Мария Кондратиева са надиграни от Надя Петрова и Мария Кириленко.
В турнирите от Големия шлем най-доброто си представяне Клара Коукалова регистрира през 2003 г., когато в „Откритото първенство на Австралия“ достига до осминафинален сблъсък, в който е отстранена от американската тенисистка Мегън Шонеси.
Клара Коукалова участва на няколко пъти в представителната формация на Чехия за надпреварата „Фед Къп“ в периода 2002–2004, както и през 2006 г. През 2004 г. участва и на летните олимпийски игри в Атина. Най-доброто си класиране в Световната ранглиста на женския тенис тя реализира през 2006 г., когато достига до 27-а позиция.
На 13 юни 2010 г. Клара Коукалова печели турнира във френския град Марсилия, който е част от календара на Международната тенис федерация ITF. Във финалната среща тя надделява над шведската тенисистка Йохана Ларсон с резултат 6:3, 6:3.
На 18.06.2011 г. Клара Коукалова печели шампионската титла на двойки по време на турнира в холандския град Хертогенбош. Във финалната среща Коукалова играе заедно със своята сънародничка Барбора Захлавова-Стрицова, заедно с която побеждават Доминика Цибулкова от Словакия и италианката Флавия Пенета с резултат 1:6, 6:4 и 10:7.